# Cesare Valletti
Cesare Valletti (Roma, 18 dicembre 1922 – Genova, 13 maggio 2000) è stato un tenore italiano.

## Biografia
Studiò con Tito Schipa e debuttò a Bari nel 1947 come Alfredo ne La traviata. Cominciò ad acquisire notorietà interpretando Il turco in Italia nel 1950 al Teatro Eliseo di Roma, nella storica ripresa dell'opera rossiniana diretta da Gianandrea Gavazzeni, con Maria Callas e Mariano Stabile. Seguì, nello stesso anno, il debutto con Falstaff alla Scala, dove apparve regolarmente fino al 55, anno in cui, ancora con la Callas, partecipò a una storica edizione de La sonnambula, diretta da Leonard Bernstein con la regia di Luchino Visconti. Sempre accanto alla Callas cantò in Traviata alla Royal Opera House di Londra nel 1958. In Europa fu presente inoltre a Vienna, Salisburgo, Glyndebourne. Apparve anche in Messico e Argentina.
Del 1953 fu il debutto negli Stati Uniti, alla San Francisco Opera, in Werther  accanto a Giulietta Simionato, e dello stesso anno  l'esordio al Metropolitan in Don Giovanni. Fu presente regolarmente al Met fino al 1960 con svariati titoli, tra cui Il flauto magico, Il barbiere di Siviglia, L'elisir d'amore, Don Pasquale. Il divorzio dal massimo teatro statunitense avvenne in modo piuttosto traumatico in seguito a  incomprensioni con il sovrintendente Rudolf Bing, che ne decise la sostituzione durante le prove di un'edizione de L'elisir d'amore.
Successivamente non accettò più di tornare al Met continuando la carriera prevalentemente in Italia, con una predilezione per il Maggio Musicale Fiorentino, e ritirandosi ufficialmente dalle scene nel 1967, ma apparendo per l'ultima volta l'anno successivo  al "Festival Caramoor" di New York ne L'incoronazione di Poppea. Valletti fu essenzialmente tenore di grazia, tra i più apprezzati dagli anni cinquanta ai sessanta, in grado di spingersi occasionalmente (come ad esempio ne  La traviata), con apprezzabili risultati, nel repertorio del tenore lirico.

## Repertorio
| Ruolo                | Titolo                    | Autore           |
| -------------------- | ------------------------- | ---------------- |
| Elvino               | La sonnambula             | Bellini          |
| Vladimir             | Il principe Igor          | Borodin          |
| Lenskij              | Evgenij Onegin            | Čajkovskij       |
| Tiburno              | Il credulo                | Cimarosa         |
| Paolino              | Il matrimonio segreto     | Cimarosa         |
| Nemorino             | L'elisir d'amore          | Donizetti        |
| Tonio                | La Fille du régiment      | Donizetti        |
| Carlo di Sirval      | Linda di Chamounix        | Donizetti        |
| Ernesto              | Don Pasquale              | Donizetti        |
| Fiordaliso           | I virtuosi ambulanti      | Fioravanti       |
| Fritz Kobus          | L'amico Fritz             | Mascagni         |
| Chevalier Des Grieux | Manon                     | Massenet         |
| Werther              | Werther                   | Massenet         |
| Nerone               | L'incoronazione di Poppea | Monteverdi       |
| Idamante             | Idomeneo                  | Mozart           |
| Ozia                 | La Betulia Liberata       | Mozart           |
| Don Ottavio          | Don Giovanni              | Mozart           |
| Ferrando             | Così fan tutte            | Mozart           |
| Tamino               | Die Zauberflöte           | Mozart           |
| F. B. Pinkerton      | Madama Butterfly          | Puccini          |
| Rinuccio             | Gianni Schicchi           | Puccini          |
| Lindoro              | L'italiana in Algeri      | Rossini          |
| Don Narciso          | Il turco in Italia        | Rossini          |
| Conte d'Almaviva     | Il barbiere di Siviglia   | Rossini          |
| Don Ramiro           | La Cenerentola            | Rossini          |
| Giannetto            | La gazza ladra            | Rossini          |
| Uberto/Giacomo V     | La donna del lago         | Rossini          |
| Alfred               | Die Fledermaus            | Strauss, Johann  |
| Flamand              | Capriccio                 | Strauss, Richard |
| Alfredo Germont      | La traviata               | Verdi            |
| Fenton               | Falstaff                  | Verdi            |
| Filipeto             | I quatro rusteghi         | Wolf-Ferrari     |

## Discografia

### Incisioni in studio

#### Opere
- La Cenerentola, con Giulietta Simionato, Saturno Meletti, Cristiano Dalamangas, dir. Mario Rossi Cetra 1949
- Il matrimonio segreto, con Sesto Bruscantini, Alda Noni, Giulietta Simionato, Antonio Cassinelli, dir. Manno Wolf-Ferrari Cetra 1950
- La figlia del reggimento, con Lina Pagliughi, Rina Corsi, Sesto Bruscantini, dir. Mario Rossi Cetra 1950
- L'elisir d'amore, con Alda Noni, Sesto Bruscantini, Afro Poli, dir. Gianandrea Gavazzeni - Cetra 1952
- Don Pasquale, con Alda Noni, Sesto Bruscantini, Mario Borriello, dir. Mario Rossi - Cetra 1952
- Don Giovanni, con Giuseppe Taddei, Maria Curtis Verna, Carla Gavazzi, Italo Tajo, Elda Ribetti, dir. Max Rudolf - Cetra 1953
- L'elisir d'amore (DVD), con Alda Noni, Renato Capecchi, Giuseppe Taddei, dir. Mario Rossi, video RAI 1954 - BCS
- L'elisir d'amore, con Alda Noni, Renato Capecchi, Giuseppe Taddei, dir. Mario Rossi - GOP (vers. audio della precedente)
- L'italiana in Algeri, con Giulietta Simionato, Mario Petri, Marcello Cortis, Graziella Sciutti, dir. Carlo Maria Giulini - Columbia/EMI 1954
- Don Pasquale (DVD), con Italo Tajo, Alda Noni, Sesto Bruscantini, dir. Alberto Erede - video-RAI 1955 Hardy Classic/BCS
- Linda di Chamounix, con Antonietta Stella, Fedora Barbieri, Renato Capecchi, Giuseppe Taddei, dir. Tullio Serafin - Philips 1956
- La traviata, con Rosanna Carteri, Leonard Warren, dir. Pierre Monteux - RCA 1956
- Madama Butterfly, con Anna Moffo, Renato Cesari, Rosalind Elias, dir. Erich Leinsdorf - RCA 1957
- Il barbiere di Siviglia, con Robert Merrill, Roberta Peters, Giorgio Tozzi, dir. Erich Leinsdorf - RCA 1958
- Don Giovanni, con Cesare Siepi, Birgit Nilsson, Leontyne Price, Fernando Corena, Eugenia Ratti, dir. Erich Leinsdorf - RCA 1959
- Werther (selezione), con Rosalind Elias, Gérard Souzay, Walter Alberti, dir. René Leibowitz - RCA 1961

#### Altre
- L'Enfance du Christ, con Florence Kopleff, Gérard Souzay, Giorgio Tozzi, dir. Charles Münch - RCA 1956
- Dichterliebe Op. 48 Schumann, con Leo Taubman (piano) - RCA 1960
- Roméo et Juliette, con Rosalind Elias, Giorgio Tozzi, dir. Charles Munch - RCA 1961
- Grande messe des morts, dir. Eugene Ormandy - Columbia 1964
- The Art of Song, con Leo Taubman (piano) - RCA 1958
- French Art Songs, con Leo Taubman (piano) - RCA 1965

### Registrazioni dal vivo

#### Opere
- La traviata, Città del Messico 1951, con Maria Callas, Giuseppe Taddei, dir. Oliviero De Fabritiis ed. Myto/Fono Enterprise
- Falstaff, La Scala 1951, con Mariano Stabile, Renata Tebaldi, Cloe Elmo, Paolo Silveri, Alda Noni, dir. Victor de Sabata ed. Cetra/Nuova Era/Opera D'Oro
- Il barbiere di Siviglia, La Scala 1952, con Gino Bechi, Dora Gatta, Melchiorre Luise, Nicola Rossi-Lemeni, dir. Victor de Sabata ed. GOP/Memories/Urania
- L'amico Fritz, Milano 1953, con Rosanna Carteri, Carlo Tagliabue. dir. Vittorio Gui ed. Bongiovanni /GOP
- Eugene Onegin (in ital.), Milano-RAI 1953, con Rosanna Carteri, Giuseppe Taddei, Eugenia Zarewska, Amalia Pini, Raffaele Arié, dir. Nino Sanzogno ed. Bongiovanni
- Il barbiere di Siviglia, Met 1954, con Robert Merrill, Roberta Peters, Cesare Siepi, Fernando Corena, dir. Pierre Monteux ed. Bongiovanni
- Manon, Met 1954, con Victoria de los Ángeles, Jerome Hines, dir. Pierre Monteux ed.  Bongiovanni/Walhall
- I quatro rusteghi, La Scala 1954, con Nicola Rossi-Lemeni, Cloe Elmo, Rosanna Carteri, Silvio Maionica, dir. Antonino Votto ed. Cetra
- La sonnambula, La Scala 1955, con Maria Callas, Giuseppe Modesti, dir. Leonard Bernstein ed. Cetra/Myto
- Don Giovanni, Met 1955, con Cesare Siepi, Fernando Corena, Margaret Harshaw, Lucine Amara, Roberta Peters, dir. Max Rudolf ed. Bensar
- Don Pasquale, Met 1956, con Fernando Corena, Roberta Peters, Frank Guarrera, dir. Thomas Schippers ed. Cetra/Gala
- Werther, New Orleans 1956, con Nell Rankin, Arthur Cosenza, Josephine Guido, dir. Renato Cellini ed. Bongiovanni
- Il credulo, RAI-Milano 1956, con Sesto Bruscantini, Dora Gatta, Elena Rizzieri, Franco Calabrese, dir. Alfredo Simonetto ed. Archipel
- La donna del lago, Firenze 1958, con Rosanna Carteri, Irene Companez, Paolo Washington, dir. Tullio Serafin ed. CLS/EJS
- La traviata, Londra 1958, con Maria Callas, Mario Zanasi, dir. Nicola Rescigno ed. Myto
- La traviata, Met 1959, con Licia Albanese, Mario Sereni, dir. Kurt Adler ed. Walhall
- Don Giovanni, Met 1959, con George London, Ezio Flagello, Lisa Della Casa, Eleanor Steber, dir. Karl Böhm - ed. Opera Lovers
- Don Giovanni, Salisburgo 1960, con Eberhard Waechter, Leontyne Price, Elisabeth Schwarzkopf, Walter Berry, Graziella Sciutti, dir. Herbert von Karajan ed. Movimento Musica/Paragon/Arkadia
- I virtuosi ambulanti, RAI Milano 1960, con Marcello Cortis, Sesto Bruscantini, Dora Gatta, Gabriella Carturan, Elena Rizzieri, dir. Roberto Benaglio ed. Classical Moments

#### Altre
- Recitals at the Town Hall, New York 1959-60, con Leo Taubman (piano), ed. Testament
- The 3 Musketeers of the Opera at Chez Vito, con Cesare Siepi, Fernando Corena e Leyna Gabriele. (Vito Records, VI-1028)